# 兵庫運河

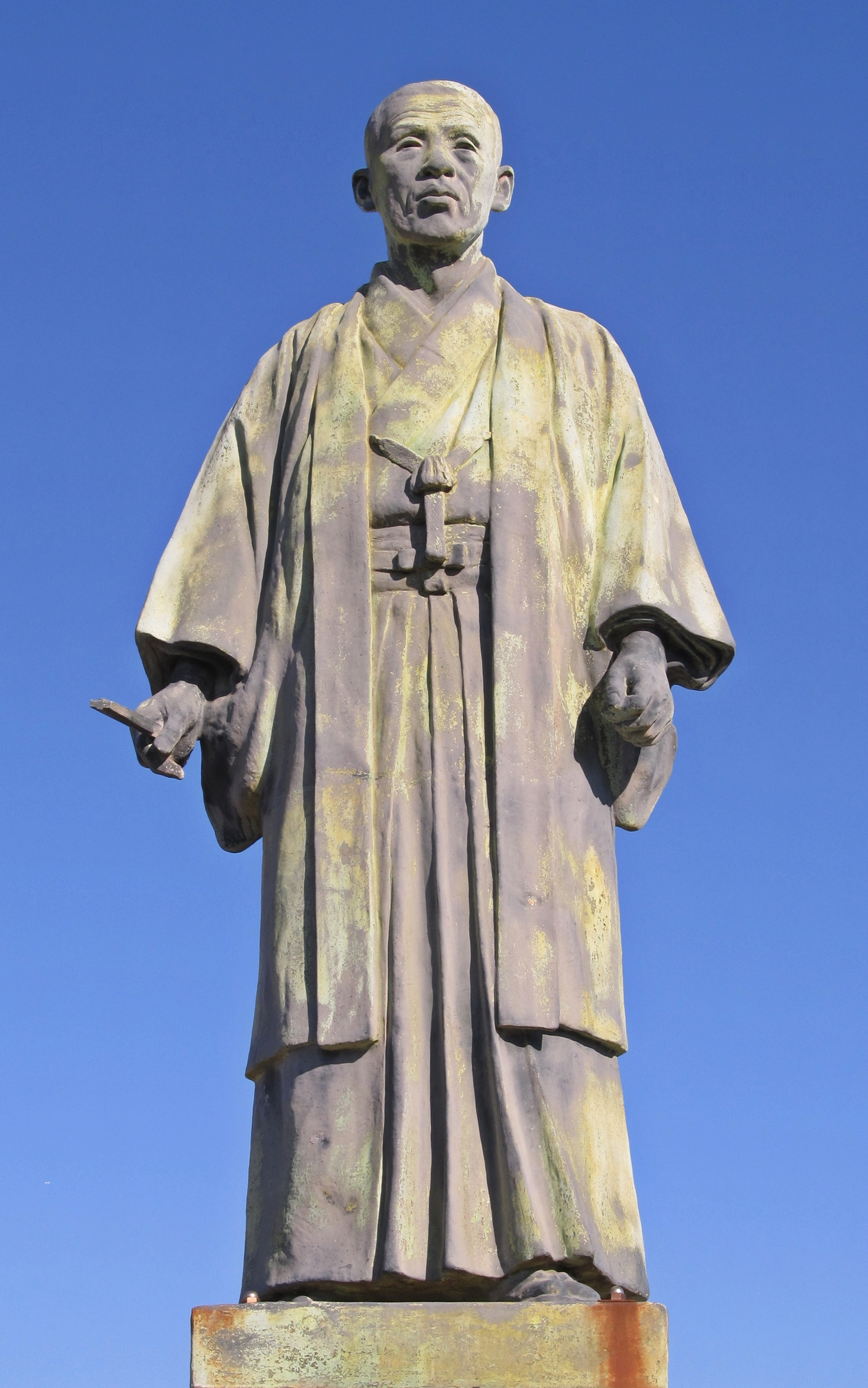
兵庫運河の完成に尽力した八尾善四郎の銅像

兵庫運河（ひょうごうんが）は、日本の神戸市兵庫区にある5つの運河（新川運河・兵庫運河・兵庫運河支線・苅藻島運河・新湊川運河）の総称。
風波が高く古来船舶の航行に難のあった和田岬を迂回するためのバイパスとして作られた。全長6470メートル、水面積337300平方メートル。運河周辺には大輪田泊や兵庫津に関連する歴史観光資源が点在している。

## 歴史
1868年1月1日（慶応3年12月7日）に神戸港が開港すると、交易の拠点はそれまで日本有数の港町として繁栄してきた兵庫津から神戸へ移った。経済的に取り残された感のある兵庫港を再生するため、神戸の商人神田兵右衛門が中心となって兵庫運河の開削が計画された。
神田らは1874年（明治7年）に工事に着手したが難航し、1875年（明治8年）5月または1876年（明治9年）に船舶の避難地である新川運河が完成するにとどまった。
神戸港の開港後も兵庫港は不開港（外国船が入港できない港）だったが、1892年（明治25年）10月1日に神戸港の港域が和田岬まで拡張され、神戸港の一部となった兵庫港にも外国船が入港できるようになった。その後八尾善四郎が中心となって1896年（明治29年）に再度工事に着手し、1899年（明治32年）12月に運河全体が完成した。この工事により和田岬を避けて須磨・駒ヶ林方面と兵庫港との間を航行することが可能となった。苅藻島（神戸市長田区）は、この工事で排出された土砂により大阪湾を埋め立てて造成された。
運河は港湾物流に利用され、周辺は大正から昭和初期にかけて一大商工業地域として栄え、第2次世界大戦終戦後は貯木場としても活用された。そのため、光や潮の流れが阻まれるなどして油やゴミが浮き、生き物が住めない環境となった。2005年に貯木場がなくなるなど次第に経済活動への利用は減少し、プロムナードが整備され、リクレーションや水上スポーツ、地域イベントなどを行う場へと変貌を遂げつつある。

## 環境改善への取り組み
兵庫漁協が2012年からアサリの養殖を始めた。アサリなどの二枚貝は水を濾過しきれいにし、アサリの卵や稚貝は他の生き物の食料となり、魚が住みやすい環境となる。また、2015年より里山の手入れで出た竹や木を運河に沈めて、イカやエビの住みかを作る実験も始めた。

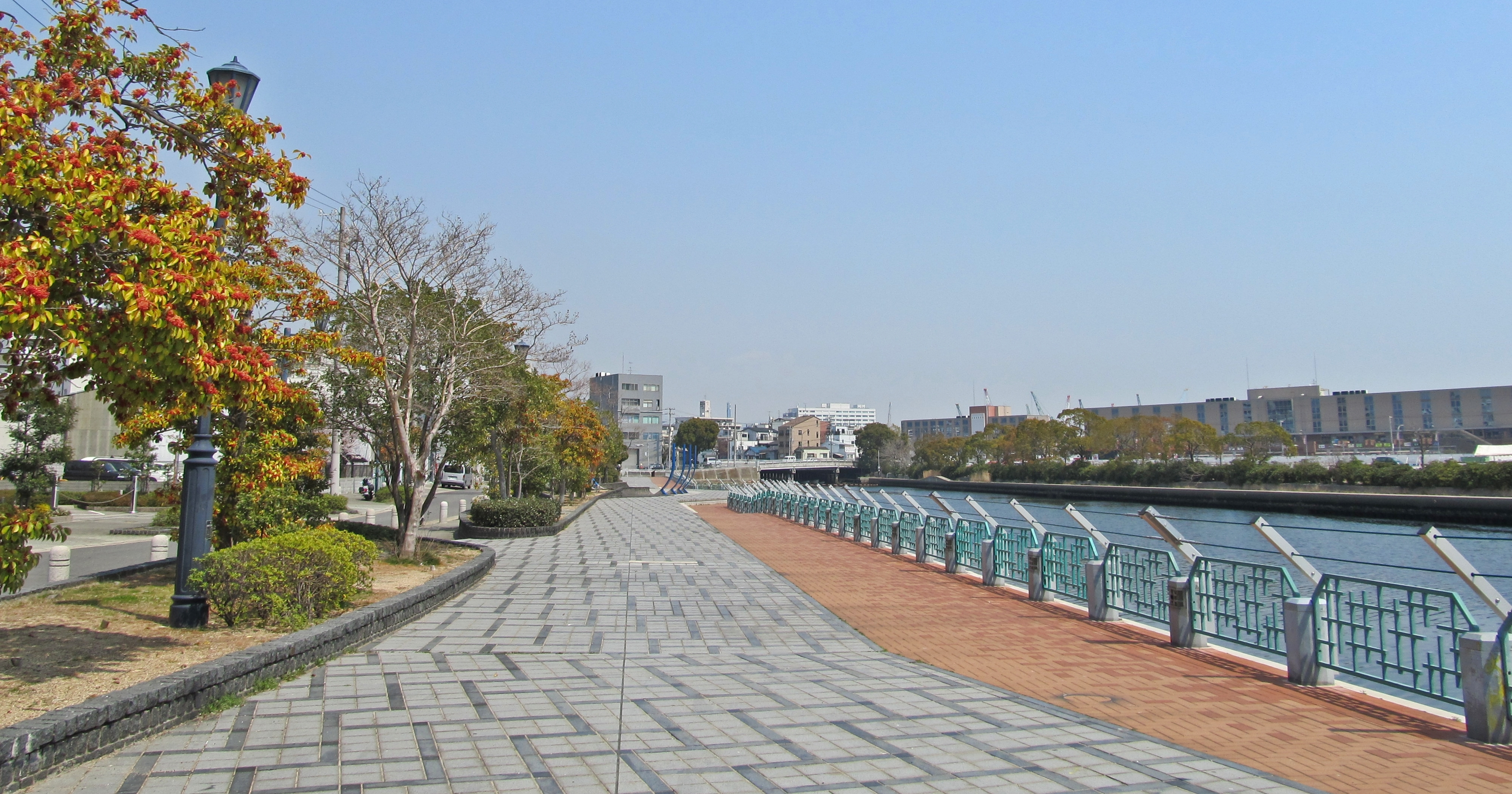
新川運河沿いにあるキャナルプロムナード
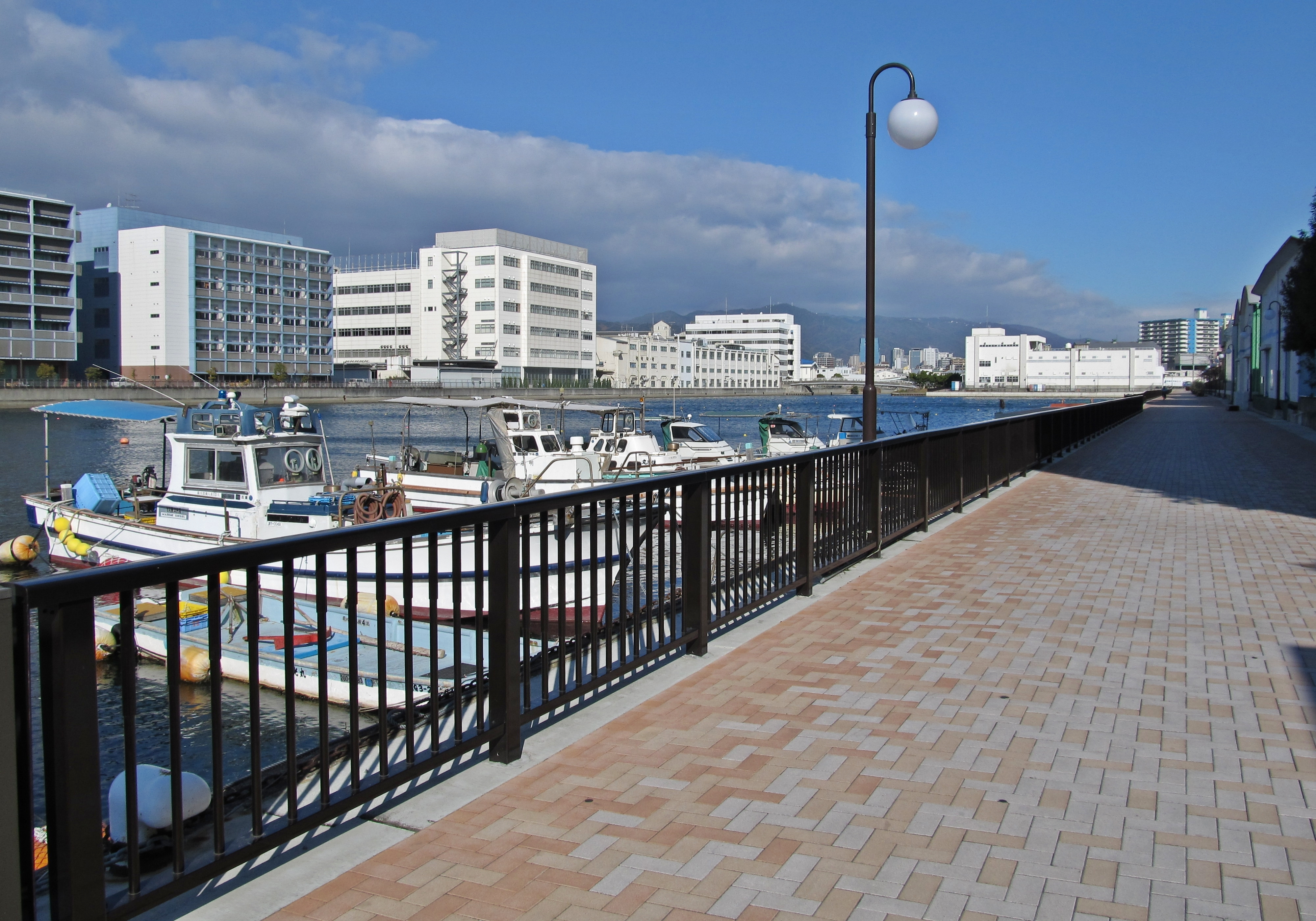
兵庫運河、浜山レガッタコース沿いにある浜山プロムナード
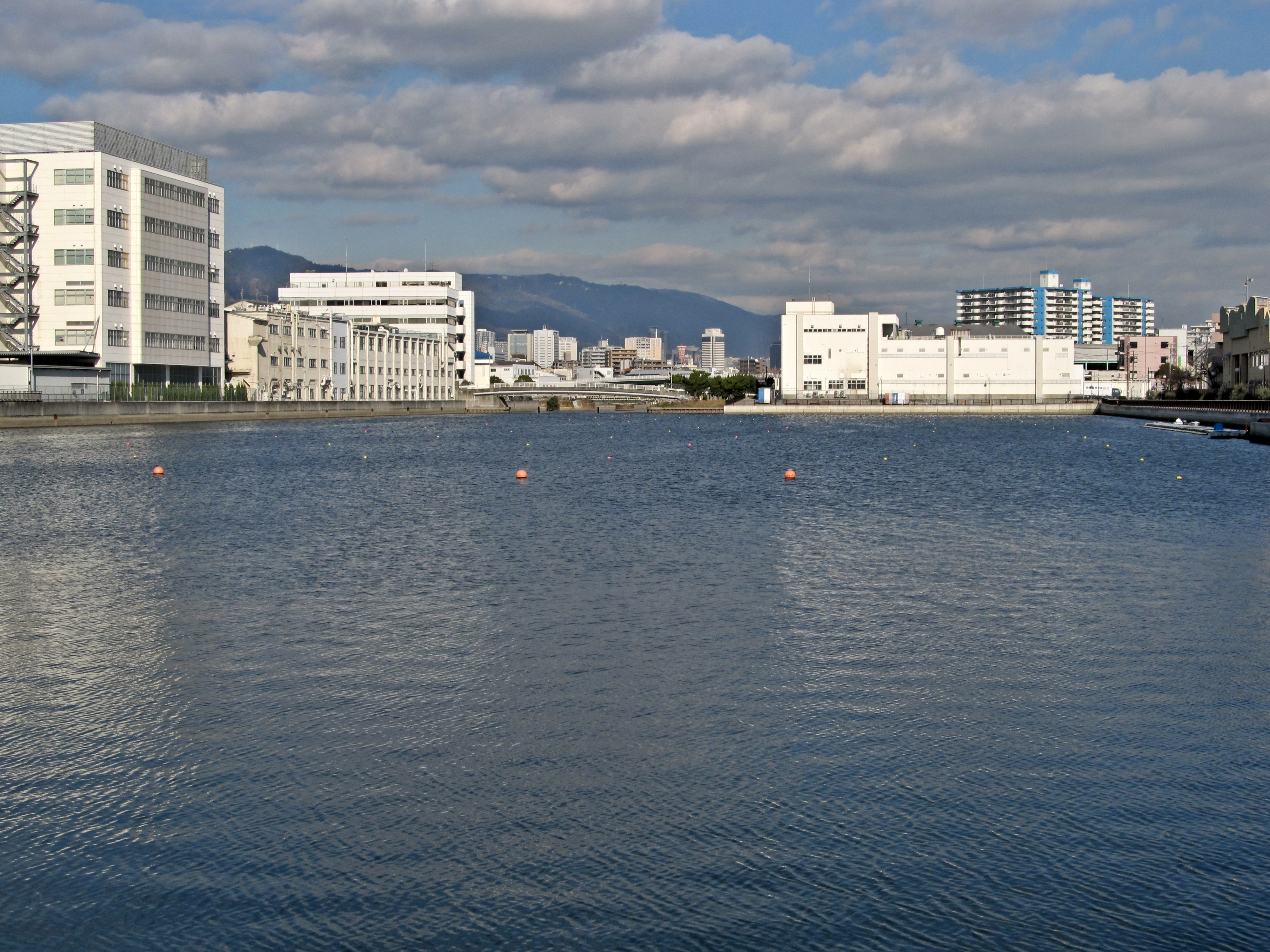
浜山小学校北側にある浜山レガッタコース。かつての貯木場を整備して造られた[6]。日本初[8]の日本ローイング協会F級公認コース

## データ
| 運河         | 画像 | 長さ(m) | 幅(m)  | 水深(m) | 水面積(m2) |
| ------------ | ---- | ------- | ------ | ------- | ---------- |
| 新川運河     |      | 1530    | 25-110 | 3.5     | 57700      |
| 兵庫運河     |      | 1660    | 40-130 | 2.0-2.5 | 1145000    |
| 兵庫運河支線 |      | 760     | 15-25  | 2.0-2.5 | 5700       |
| 苅藻島運河   |      | 2200    | 50-140 | 3.5     | 150000     |
| 新湊川運河   | -    | 320     | 25-45  | 2.0-2.5 | 9400       |
| 合計         | -    | 6470    | -      | -       | 337300     |

## 特徴
- 兵庫運河には、日本最古かつ最初の鉄道可動橋である和田旋回橋がJR和田岬線の橋梁として架かっている。ただし、現在は回転機構がすべて撤去され固定されている。
- 運河沿いには鉄道車両を製造する川崎車両兵庫工場（旧川崎重工業車両カンパニー）が所在し、同工場で生産された鉄道車両（主にJR東日本向けの新幹線車両）の海上輸送ルートとして使用される。

## 関連文献
- 『八尾家文書』
- 『新修神戸市史　歴史編Ⅳ　近代・現代』（1994年）
- 奥村孝編著『神戸市政に関する判決集』（1986年）。